# The Accidental Husband
The Accidental Husband är en amerikansk romantisk komedifilm från 2008 som är regisserad av Griffin Dunne. Filmen släpptes på DVD den 2 september 2009 i Sverige. Filmen är tillåten från 11 år.

## Handling
Varje dag lyssnar New Yorks radiolyssnare på Dr. Emma Lloyds (Uma Thurman) kunniga råd om allt från bröllopstårtor till plågsamma hämndmetoder. En dag, när Emma ger fel råd till fel kvinna, får hon en arg brandman på halsen.

## Tagline
Falling in love... even the expert i confused.

## Rollista (i urval)
- Uma Thurman - Dr. Emma Lloyd
- Jeffrey Dean Morgan - Patrick Sullivan
- Colin Firth - Richard Bratton
- Isabella Rossellini - Greta Bollenbecker
- Keir Dullea - Herr Karl Bollenbecker
- Sam Sheperd - Wilder Lloyd
- Kristina Klebe - Katerina Bollenbecker
- Lindsay Sloane - Marcy